# Episodi di Dracula
La prima e unica stagione della serie televisiva Dracula, composta da 10 episodi, è stata trasmessa in prima visione negli Stati Uniti d'America dal canale NBC dal 25 ottobre 2013 al 24 gennaio 2014.
In Italia è andata in onda in prima visione assoluta dal 15 marzo al 17 maggio 2014 su Mya di Mediaset Premium. Il primo episodio è stato reso disponibile in anteprima assoluta sul servizio Premium Play dal 7 al 9 marzo 2014. È stata trasmessa in chiaro dall'8 settembre al 10 novembre 2014 su Canale 5.

Immagine tratta dal trailer

| n° | Titolo originale       | Titolo italiano             | Prima TV USA     | Prima TV Italia |
| -- | ---------------------- | --------------------------- | ---------------- | --------------- |
| 1  | The Blood is the Life  | Il sangue è vita            | 25 ottobre 2013  | 15 marzo 2014   |
| 2  | A Whiff of Sulfur      | Odore di zolfo              | 1º novembre 2013 | 22 marzo 2014   |
| 3  | Goblin Merchant Men    | La fine dell'ordine         | 8 novembre 2013  | 29 marzo 2014   |
| 4  | From Darkness to Light | Dall'oscurità alla luce     | 15 novembre 2013 | 5 aprile 2014   |
| 5  | The Devil's Waltz      | Il valzer del diavolo       | 29 novembre 2013 | 12 aprile 2014  |
| 6  | Of Monsters and Men    | Uomini e mostri             | 6 dicembre 2013  | 19 aprile 2014  |
| 7  | Servant to Two Masters | Al servizio dei due padroni | 3 gennaio 2014   | 26 aprile 2014  |
| 8  | Come to Die            | La vendetta di Harker       | 10 gennaio 2014  | 3 maggio 2014   |
| 9  | Four Roses             | Quattro rose                | 17 gennaio 2014  | 10 maggio 2014  |
| 10 | Let There Be Light     | Sia fatta la luce           | 24 gennaio 2014  | 17 maggio 2014  |

## Il sangue è vita
- Titolo originale: The Blood is the Life
- Diretto da: Steve Shill
- Scritto da: Cole Haddon

### Trama
Romania, 1881. Due archeologi trovano la tomba di Dracula. Uno dei due uccide l'altro e resuscita il vampiro facendogli bere il sangue dell'uomo morente.
Londra, 1896. Sotto le mentite spoglie dell'imprenditore americano Alexander Grayson, Dracula arriva in Inghilterra e si presenta in società dando una sontuosa festa nella sua casa di Carfax. Durante il ricevimento nota una bellissima ragazza, identica alla sua defunta e amatissima moglie Ilona. Alexander manda il suo assistente Renfield a scoprire chi sia la donna: l'uomo riferisce che il suo nome è Mina Murray e che è accompagnata dal fidanzato, il giornalista Jonathan Harker e dall'amica Lucy Westenra.
Durante il ricevimento Alexander si intrattiene con diversi ospiti, compresi Lady Jayne Wetherby e alcuni membri dell'Ordine del Drago, una misteriosa e potente società segreta che Dracula mira a distruggere.
Nel corso del ricevimento stupisce i suoi ospiti con la dimostrazione di una nuova tecnologia basata sul geomagnetismo, capace, a suo dire, di cambiare il corso della storia. La folla rimane divisa tra scettici ed entusiasti. I membri dell'Ordine presenti si rendono conto che un'innovazione simile renderebbe superflua l'industria petrolifera, alla base del loro potere.
Alexander intanto miete le sue prime vittime tra le file dell'Ordine del Drago e la setta, da secoli in lotta contro il vampirismo, comincia a sospettare della presenza di un vampiro in città.
Mina intanto, studentessa di medicina, spera di diventare l'assistente tirocinante del suo professore, il brillante dottor Van Helsing. Il suo fidanzato Jonathan Harker, durante un'intervista, conosce meglio Alexander Grayson e lo giudica un egocentrico visionario.
Quella notte, durante una ronda per tenere d'occhio la sua prossima vittima, Lord Laurent, Alexander viene ferito da Kruger, un abilissimo cacciatore di vampiri al servizio dell'Ordine. Kruger, poco prima di morire, riconosce in lui Dracula. Tornato a casa arrabbiato, incontra il dottor Van Helsing, l'uomo che, quindici anni prima, lo aveva risvegliato.
Il loro obbiettivo è vendicarsi e distruggere assieme l'ordine, che ha ucciso la moglie ed i figli del professore e ha reso Dracula un vampiro, condannando a morte anche l'amata moglie Ilona.
- Guest star: Robert Bathurst (Thomas Davenport), Ben Miles (sig. Browning).
- Altri interpreti: Charlotte Asprey (Lady Laurent), Matt Barber (Campbell), Simon Dutton (Sir Clive Dawson), Miklós Bányai (Szabo), Pandora Clifford (Lady Hope Dawson), Jack Fox (Alastair Harvey), Viera Gaon (Vampira), Nicholas Keith (Uomo nella cripta), Michael Nardone (Hermann Kruger), Anthony Howell (Lord Laurent), Phil McKee (Joseph Kowalsky).
- Ascolti USA: telespettatori 5 260 000 - share 6%[2]

## Odore di zolfo
- Titolo originale: A Whiff of Sulfur
- Diretto da: Steve Shill
- Scritto da: Daniel Knauf

### Trama
Alexander e Lady Jayne diventano amanti, nonostante il suo sospetto che lei sia coinvolta nell'Ordine del Drago. Mina deve affrontare un importante esame per coronare il suo sogno di diventare un medico. Alexander la incontra per strada e le offre un passaggio; durante il tragitto Mina gli confida le sue paure per l'esame, ma Alexander la sprona a tirare fuori il meglio di sé per raggiungere il suo sogno. Mina segue il consiglio di Alexander e supera l'esame a pieni voti. Alexander offre ad Harker un lavoro ben stipendiato che egli accetta per aver le possibilità economiche che gli permetteranno di chiedere a Mina di diventare sua moglie. Tuttavia, la sera in cui le deve fare la proposta, Harker parlando con i suoi amici rivela loro che non permetterà mai a Mina di svolgere un lavoro considerato da uomo una volta che sarà diventata sua moglie. Mina però ascolta questa conversazione e scappa indignata ed infuriata. Nel frattempo, Van Helsing continua a lavorare su una misteriosa formula che permetterà a Dracula di poter esporsi alla luce solare.
- Guest star: Robert Bathurst (Thomas Davenport), Ben Miles (sig. Browning), Jemma Redgrave (Minerva Westenra).
- Altri interpreti: Charlotte Asprey (Lady Laurent), Matt Barber (Campbell), Livia Haberman (Locatrice di Harker), Miklós Bányai (Szabo), Jack Fox (Alastair Harvey), Declan Hannigan (Giornalista dell'Inquisitor), Mike Kelly (Maggiordomo di Lady Jayne), Lewis Rainer (Daniel Davenport), Anthony Howell (Lord Laurent), Elisabeth Kinnear (Sinead), Tom Reed (Indovino 1), Yusra Warsama (Indovino 2), Michael Twaits (Cantante dello Swinburne Club), Scott Alexander Young (Agente di Grayson Immobiliare).
- Ascolti USA: telespettatori 3.390.000 - share 4%[3]

## La fine dell'ordine
- Titolo originale: Goblin Merchant Men
- Diretto da: Andy Goddard
- Scritto da: Harley Peyton

### Trama
Grayson indaga su Lady Jayne e si fa un potente nemico. Lucy cerca di aiutare Mina a superare la sua delusione per il comportamento del fidanzato. Le due ragazze partecipano ad una festa a base di assenzio, e Mina viene importunata da un artista: verrà salvata proprio da Grayson. Il giorno dopo Mina si pente di tali comportamenti che hanno messo a rischio la sua candidatura come tirocinante di Van Helsing, che comunque la nomina tale. È lo stesso Grayson a far riappacificare Mina col fidanzato, con il quale la stessa progetta il matrimonio: per Dracula è il solo modo per avere la fanciulla più vicino a sé senza trasformarla in un vampiro. Nel frattempo, grazie alla collaborazione tra Grayson e Van Helsing, i due veggenti che si sono avvicinati alla verità sull'imprenditore americano, verranno btutalmente assassinati da Van Helsing, mentre Grayson scopre a casa dell'amante una vampira tenuta prigioniera che lo prega di ucciderla. L'Ordine del Drago continua a subire perdite ad opera di Grayson.
- Guest star: Robert Bathurst (Thomas Davenport), Ben Miles (sig. Browning), Anthony Calf (Dottor Murray).
- Altri interpreti: Dénes Bernáth (Uomo dell'Ordo Draco 1), Nicholas Blane (Richard Worth), Robert Cogo-Fawcett (Winston), Lukács Bicksey (Sciamano), Jack Brash (Fattorino), Anthony Howell (Lord Laurent), Péter Linka (Uomo dell'Ordo Draco 2), Myra McFadyen (Paziente femminile), Christopher Hunter (Sacerdote dell'Ordo Draco), Alastair Mackenzie (Lord Rothcroft), Andrew Lee Potts (Gabriel Hood), Tom Reed (Indovino 1), Peter Woodward (Generale Shaw), Lewis Rainer (Daniel Davenport), Yusra Warsama (Indovino 2).
- Ascolti USA: telespettatori 2 960 000 - share 3%[4]

## Dall'oscurità alla luce
- Titolo originale: From Darkness to Light
- Diretto da: Andy Goddard
- Scritto da: Tom Grieves

### Trama
Grayson cerca di conquistare il cuore di Lady Jayne poiché ottenendo la sua fiducia, avrà un'arma in più contro l'Ordine; difatti dopo averla corteggiata, si allontana da lei, ma la riconquista aggredendo un suo amico vampiro che stava tentano di ucciderla. Ovviamente finge uno svenimento dopo la colluttazione con quello che era un suo vecchissimo e caro amico, dando la possibilità a Lady Jayne di finirlo senza che lui assista; Lady Jayne cade tra sue braccia, convinta di aver assassinato il potente vampiro che si aggirava a Londra. Lucy nasconde i suoi veri sentimenti nei confronti della sua amica Mina, per la quale sta organizzando la festa di fidanzamento con Harker presso l'abitazione di Grayson; durante tali preparativi Mina e Alexander vanno a visitare il laboratorio dello stesso per generare elettricità, ma durante un'esplosione Alexander ripara con un abbraccio la ragazza, che rimane turbata, date le forti sensazioni che la vicinanza dell'uomo le provoca. Mentre Van Helsing cerca di migliorare il siero per la luce solare, Grayson invia Harker a cercare informazioni sul generale Shaw, assoldato dall'ordine per fare guerra all'Impero Ottomano, ricchissimo produttore di petrolio. Intanto, senza far sapere nulla all'ordine, il padre del ragazzo suicidatosi per colpa di Grayson fa rapire il Reinfield, il braccio destro di Grayson, per ottenere informazioni sul suo datore di lavoro.
- Guest star: Robert Bathurst (Thomas Davenport), Ben Miles (sig. Browning).
- Altri interpreti: Miklós Bányai (Szabo), James Cartwright (Fattorino), Timothy Bentinck (Generale Ogilvy), Peter-Hugo Daly (Peter Lang), Melanie Jessop (Vera Markham), Neve McIntosh (Janina Kleiberson), Mike Kelly (Maggiordomo di Lady Jayne), Phil McKee (Joseph Kowalsky), Alec Newman (Josef Cervenka), Zsolt Vicei (Cameriere del Savoy), Peter Woodward (Generale Shaw).
- Ascolti USA: telespettatori 2 990 000 - share 3%[5]

## Il valzer del diavolo
- Titolo originale: The Devil's Waltz
- Diretto da: Nick Murphy
- Scritto da: Nicole Taylor

### Trama
Renfield viene torturato brutalmente per ottenere informazioni sulla persona che Grayson ama di più. Nonostante le terribili torture l'uomo non cede, ricordando il modo in cui ha conosciuto Alexander: il vampiro lo aveva conosciuto, 8 anni prima, su un treno mentre cercava di comperare delle miniere dal suo ricco proprietario. Renfield, cameriere di quest'ultimo, sconsigliò tale acquisto, presentandosi come avvocato. Il ricco proprietario, non contento di tale consiglio, fece picchiare il suo cameriere dai suoi due scagnozzi. Fu allora che Grayson, mostrando la sua brutalità ultraterrena, uccise i tre uomini salvando Renfield. Successivamente gli offrì un lavoro e l'uomo accettò in cambio della totale fiducia del vampiro.

La festa di fidanzamento di Mina e Harker comincia, anche se si iniziano a notare i primi sintomi di un allontanamento della ragazza nei confronti dell'uomo. Agli occhi di Mina, infatti, l'uomo non sembra più l'onesto e disinteressato giornalista di cui si era innamorata. La donna continua a sognare di essere tra le braccia di Grayson. Alexander e Mina aprono dunque le danze per volere di Harker e a tutti appare evidente che tra i due c'è una fortissima attrazione. Lo stesso Harker, così come Jayne e Lucy, nota chiaramente il legame che c'è tra i due. Dopo la festa, Alexander riesce a individuare Renfield, che al limite della sopportazione si accorge dell'arrivo del suo padrone e comincia a ridere, e ride fin quando Alexander non uccide barbaramente tutti i suoi torturatori.
- Guest star: Robert Bathurst (Thomas Davenport), Ben Miles (sig. Browning), Anthony Calf (Dottor Murray).
- Altri interpreti: Miklós Bányai (Szabo), Jack Fox (Alastair Harvey), Hal Fowler (Lord Godalming), Melanie Jessop (Vera Markham), James Carroll Jordan (Havershim), Neve McIntosh (Janina Kleiberson), Alastair Mackenzie (Lord Rothcroft), Mariann Schmidt (Vampira).
- Ascolti USA: telespettatori 2 840 000 - share 3%[6]

## Uomini e mostri
- Titolo originale: Of Monsters and Men
- Diretto da: Nick Murphy
- Scritto da: Katie Lovejoy

### Trama
I membri dell'Ordine del Drago iniziano a sospettare della vera identità di Alexander Grayson che nessuno ha mai visto all'aperto in pieno giorno; escogitano quindi un piano per verificare i loro sospetti.
Mina, ormai vicina alle nozze, cerca di dimenticare la segreta attrazione per Grayson concedendosi completamente al promesso sposo. Intanto scopre gli studi segreti di Van Helsing sul sangue dei vampiri e testa la sostanza in laboratorio; ancora ignara della verità viene scoperta e duramente redarguita dal suo mentore che le dà una spiegazione poco credibile.
Lucy, spronata da Lady Wetherby, prova una volta per tutte a dichiarare il suo amore a Mina ma quest'ultima, considerando la sua sincera amicizia tradita, la allontana rudemente.
Harker viene avvicinato da Thomas Davenport, membro dell'Ordine, e scopre di essere stato astutamente ingannato da Grayson affinché il generale Shaw, artefice della guerra ai turchi, venisse ingiustamente screditato.
Gli esperimenti di Van Helsing, seppure lontani dalla soluzione, permettono infine a Dracula/Grayson di mostrarsi alla luce del sole quel tanto che basta da sviare i sospetti dell'Ordine. Intanto, aiutato dal fido Reinfield, acquisisce nuove proprietà minerarie e si mette alla ricerca di una misteriosa opera d'arte, "il Trittico di Dresda".
- Guest star: Robert Bathurst (Thomas Davenport), Ben Miles (sig. Browning).
- Altri interpreti: Justin Avoth (sig. Cameron), Miklós Bányai (Szabo), Virág Bárány (Attrice teatrale, Maid), Caroline Boulton (Attrice teatrale, Nora), Robert Cogo-Fawcett (Winston), Richard Dempsey (Dewhurst), Chris Dugdale (Mago), Hal Fowler (Lord Godalming), Melanie Jessop (Vera Markham), Alastair Mackenzie (Lord Rothcroft), Joseph May (Ewan Telford), Szil Via Pintér (Cameriera di Lucy), Richard Rifkin (Attore teatrale, Helmer), Stephen Walters (Hackett).
- Ascolti USA: telespettatori 3 830 000 - share 4%[7]

## Al servizio dei due padroni
- Titolo originale: Servant to Two Masters
- Diretto da: Brian Kelly
- Scritto da: Rebecca Kirsch

### Trama
Grayson e Van Helsing si danno da fare per organizzare una dimostrazione pubblica del loro rivoluzionario sistema energetico geotermico ma devono fare i conti con le interferenze dell'Ordine del Drago che riesce a sabotare la dimostrazione e a scatenare nell'opinione pubblica la paura verso tali metodi.
Reinfield partecipa ad un'asta e si aggiudica per una cifra sbalorditiva il Trittico di Dresda che si rivela essere un ritratto di Ilona, la tanto amata moglie di Grayson, uccisa dall'ordine e apparentemente reincarnatasi in Mina Murray. Lord Davenport riesce a sottrarre l'opera col furto e capisce che Alexander ama segretamente Mina.
Alexander, che ora può temporaneamente uscire all'aperto durante il giorno, passa sempre più tempo con la sua amata e decide di provare a non nutrirsi di sangue; ben presto si manifestano preoccupanti sintomi quali estrema spossatezza e allucinazioni.
Jonathan Harker scopre che c'è Grayson dietro al complotto per screditare l'innocente generale Shaw, lo affronta ma capisce che è lui ad essere quello compromesso. Si rivolge quindi all'Ordine del Drago che gli offre un posto nella setta in cambio dell'aiuto contro Grayson e la sua energia geotermica.
Lucy, perfidamente consigliata da Lady Wetherby, decide di sedurre Jonathan per vendicarsi del modo in cui Mina l'ha respinta.
Alla fine della giornata Alexander, infuriato per il fallimento della dimostrazione scientifica, decide di smettere di non nutrirsi e uccide brutalmente il poliziotto che ha sabotato l'esperimento.
- Guest star: Robert Bathurst (Thomas Davenport), Ben Miles (sig. Browning), Anthony Calf (Dottor Murray).
- Altri interpreti: Miklós Bányai (Szabo), Gaston Delacroix Vadasz (Sarto italiano), Oliver Doherty (Ragazzo di strada 1), Tom Doherty (Ragazza di strada 2), Hal Fowler (Lord Godalming), Nóra Hörich (Cameriera), Iván Kamarás (Banditore d'asta), Alastair Mackenzie (Lord Rothcroft), Phil McKee (Joseph Kowalsky), Harry Peacock (Winthrop), Justin Salinger (Ispettore capo Morrow), Stephen Walters (Hackett).
- Ascolti USA: telespettatori 2 900 000 - share 3%[8]

## La vendetta di Harker
- Titolo originale: Come to Die
- Diretto da: Brian Kelly
- Scritto da: Harley Peyton

### Trama
Jonahan ha un'accessa discussione con Alexander e chiede a Mina di stare lontano da lui, poiché si tratta di una persona pericolosa.
Mina, però, dopo aver parlato, con suo padre che ha percepito l'attrazione tra la figlia e l'americano, si reca da Alexander per dirgli di stare lontano da lei e il suo fidanzato. Tali parole feriscono Grayson, il quale sente il bisogno di sangue, ma Renfield lo fermerà dicendogli di scegliere tra il dimenticare Mina oppure renderla sua.
Nel frattempo Grayson viene scaricato dalla cacciatrice di vampiri che ormai ha capito che l'unico vero interesse di Grayson è verso Mina.
Grayson continua con la sua vendetta di sangue verso l'Ordine: infatti in un club d'élite di Londra scatena i suoi adepti che fanno una strage. L'Ordine assolda un cacciatore famosissimo per affiancare la cacciatrice, e si fa inviare dalla Chiesa di Roma una potente reliquia contro i vampiri.
Lucy continua a corteggiare Jonathan, e gli riferisce che Mina spesso va a casa di Grayson: Jonathan furioso, litiga con Mina e si rifugia a casa di Lucy dove i due fanno l'amore: il giorno dopo Jonathan lascia il letto di Lucy con freddezza e la ragazza rimane profondamente ferita e delusa dal suo comportamento nei confronti dell'amica.
Mina si rifugia dunque all'università, dove sequestra un campione di sangue su cui Van Helsing era solito condurre i suoi esperimenti. Ad un tratto viene però aggredita dagli uomini di Davenport, i quali tentano di sfigurarla con l'acido. Alexander arriva in tempo per salvarla, assassinando in maniera brutale i tre uomini, davanti a una Mina drogata che non si rende conto di ciò che sta accadendo.
La ragazza si risveglia in ospedale con Jonathan e Alexander al suo capezzale e confessa di aver riconosciuto uno degli uomini di Daveport. Quest'ultimo riceve una visita da Jonathan, il quale è intenzionato a vendicarsi su consiglio di Alexander. Harker, armato di pistola, ascolta le parole di Thomas, il quale inizia a blaterare sull'amore che Alexander ha per la sua fidanzata e gli mostra il trittico di Desdra raffigurante una fanciulla identica a Mina. Jonathan, in preda alla confusione e alla rabbia, spara a Davenport. Quando la notizia dell'assassinio viene resa nota, Renfield la comunica a Grayson complimentandosi per aver manipolato Jonathan per indurlo all'omicidio.
- Guest star: Robert Bathurst (Thomas Davenport), Ben Miles (sig. Browning), Anthony Calf (Dottor Murray).
- Altri interpreti: Ági Bánfalvy (Governante della famiglia Browning), Miklós Bányai (Szabo), Max Jacob Bownas (William Browning), Ruth Bownas (Rose Browning), Luise Delamere (Signora Browning), Hal Fowler (Lord Godalming), Máté Haumann (Vampiro 1), Ákos Inotay (Vampiro 2), Mike Kelly (Maggiordomo di Lady Jayne), Melanie Liburd (Ladybird), Alastair Mackenzie (Lord Rothcroft), Oliver Stark (PC Barraclough), Stephen Walters (Hackett), Erika Cziráky (Controfigura di Mina Murray), Mark Anthony Newman (Controfigura di Renfield).
- Ascolti USA: telespettatori 2 470 000 - share 2%[9]

## Quattro rose
- Titolo originale: Four Roses
- Diretto da: Tim Fywell
- Scritto da: Jesse Peyronel, Daniel Knauf

### Trama
Mina continua ad essere ricoverata in ospedale a seguito dell'aggressione subita: ogni mattina trova al suo capezzale una bellissima rosa e rimane convina che sia un dono di Jonathan, che non si fa vivo durante il giorno; la stessa, in sogno, continua ad avere visioni di ciò che le è successo durante l'aggressione e il viso di Grayson che elimina i suoi aggressori diventa sempre più nitida.
Le rose, invece, sono proprio il dono di Alexander, il quale passa tutte le notti a vegliare sulla sua amata Mina.
Durante la sua degenza, Mina riceve la visita di Lucy che, consigliandole di lasciare Jonathan, le confessa di aver fatto l'amore con lui la sera della sua aggressione. Mina è sconvolta, caccia la sua amica e fugge dall'ospedale per chiedere chiarimenti a Jonathan. Quest'ultimo non nega l'accaduto, ma lo giustifica dicendo che gli è chiaro che Mina ama Aleander. La fanciulla scappa per le vie di Londra, fin quando in una pozzanghera vede il riflesso di Ilona, e sviene subito dopo.
Mina si risveglia in ospedale e capisce che le rose sono un dono di Alexander, che è lì con lei. Mina gli confessa di sapere che lui l'ha salvata e gli chiede se lui la ama; Alexander non risponde giustificando tale atteggiamento con il fatto che deve portare a termine la sua vendetta per la perdita del suo amore, Ilona; a questo punto Mina gli confessa di conoscere Ilona, il cui riflesso la segue da quando era bambina, e anche di aver chiuso la sua storia con Jonathan per il suo tradimento con Lucy.
Notando la sofferenza della donna Alexander perde ogni lucidità e rende vampira Lucy, poiché merita di essere un mostro per essersi comportata male.
Nel frattempo Jonathan si unisce all'Ordine decidendo di utilizzare la sua vicinanza a Grayson per rovinarlo riferendo tutto ciò che scoprirà all'Ordine; lo stesso fa avere il consenso alla dimostrazione di Grayson, ma solo per avere il modo di rovinarlo per sempre: Alexander accoglie la notizia con gioia, immaginando di riuscire a schiacciare l'ordine una volta per sempre.
Van Helsing, nel frattempo, non riesce a uccidere i due bambini che ha rapito per vendetta e finge di essere un rapitore richiedendo un riscatto al loro padre, Mr. Browning, capo dell'Ordine stesso e assassino della sua famiglia.
- Guest star: Ben Miles (sig. Browning), Jemma Redgrave (Minerva Westenra).
- Altri interpreti: Max Jacob Bownas (William Browning), Ruth Bownas (Rose Browning), Tamer Hassan (Kaha Ruma), Rupert Hollidayn Evans (Ingegnere capo), Alastair Mackenzie (Lord Rothcroft), Phil McKee (Joseph Kowalsky), Andrew Paul (Ispettore Salinger).
- Ascolti USA: telespettatori 2 780 000 - share 3%[10]

## Sia fatta la luce
- Titolo originale: Let There Be Light
- Diretto da: Tim Fywell
- Scritto da: Cole Haddon

### Trama
Durante la notte dell'inaugurazione della nuova centrale a energia geomagnetica di Grayson, tutti i partecipanti sono in tumulto. Van Helsing non ha più bisogno di Dracula, pertanto uccide il suo assistente Renfield senza alcuna pietà. Lady Jayne scopre che Dracula si trova all'inaugurazione, quando scopre che in realtà il demone non è nient'altro che Grayson. Browing si reca nel luogo di incontro dove Van Helsing gli restituirà i suoi figli, ma quest'ultimo li infetta con il sangue di Dracula trasformandoli in vampiri, i piccoli uccidono il padre, quindi Van Helsing riesce a vendicare la famiglia. Jonathan sabota la macchina geomagnetica facendola esplodere, trasformando il progetto di Grayson in un fallimento. Jonathan salva Mina dal raggio dell'esplosione dato che pure lei si trovava all'evento, ma molti innocenti muoiono, Mina inorridita dal ciò che Jonathan ha fatto, decide di allontanarlo. Alla fine Lady Jayne affronta Grayson che ammette di essere Dracula, quest'ultimo la uccide, ma prima di morire deride Grayson perché nonostante lui e Mina si amino, lui non la renderà mai felice. Grayson e Mina finiscono a letto insieme consumando il loro amore, mentre Van Helsing decide di concentrarsi su un nuovo nemico, lo stesso Dracula, cercando un alleato in Jonathan.
- Guest star: Ben Miles (sig. Browning), Jemma Redgrave (Minerva Westenra).
- Altri interpreti: Miklós Bányai (Szabo), Max Jacob Bownas (William Browning), Ruth Bownas (Rose Browning), Luise Delamere (Signora Browning), Dániel Gábori (Fattorino), Tamer Hassan (Kaha Ruma), Rupert Holliday Evans (Ingegnere capo), Patricia Jantsek (Domestica della famiglia Browning), Phil McKee (Joseph Kowalsky), Simon Nader (cronista), Gábor Urmai (osservatore), Marcello Walton (Loiza Scaverra).
- Ascolti USA: telespettatori 3 040 000 - share 3%[11]